# Heinrich Wolf (Politiker, 1857)
Heinrich Wolf (* 31. Oktober 1857 in Dietharz; † 20. Oktober 1941 ebenda) war ein deutscher Politiker (SPD).
Wolf war zunächst Hirte und später Porzellanformer. Bis 1891 arbeitete er als Porzellanformer, zuletzt als Oberformer in einer Porzellanfabrik in Dietharz. 1891 wurde er zu 6 Monaten Gefängnis wegen Majestätsbeleidigung verurteilt. Ab 1891 war er Materialwarenhändler in Dietharz.
Ab 1889 war er führender Parteifunktionär der SPD in Dietharz. Bei den Landtagswahlen 1896 wurde er erstmals in der Gothaer Landtag gewählt. 1900, 1904, 1908 und 1812 konnte er sein Mandat verteidigen und gehörte dem Landtag bis zur Novemberrevolution 1918 an.
1917 wechselte er zur USPD. Für diese wurde er 1919 in die Landesversammlung des Freistaates Sachsen-Gotha gewählt. Er wurde Präsident der Landesversammlung. Nach der Bildung des Landes Thüringen war er von 1921 bis 1923 Mitglied der Gebietsvertretung Gotha. 1922 kehrte er zur SPD zurück.